# Daniela Obermeir
Daniela Obermeir (* 1959) ist eine deutsche Theater- und Filmschauspielerin, Regisseurin, Schauspiellehrerin und Schauspielcoach.

## Leben
Obermeir absolvierte ihre Schauspielausbildung an der Anton Bruckner Privatuniversität in Linz. In New York City folgten Kurse an The Herbert Berghof (HB) Studio of New York und The Uta Hagen Institute. Anschließend wurde sie von Susan Batson in Method Acting unterrichtet. Sie arbeitete außerdem als Lehrkraft an der Freien Schule Glonntal. Seit 1998 arbeitet sie als Dozentin an der Internationalen Schule für Schauspiel und Acting.
Sie begann 1982 ihre Filmkarriere mit einer Hauptrolle in dem Spielfilm Nacht der Wölfe. 1988 folgte eine Besetzung in Nachsaison. In der Fernsehserie Arbeitersaga wirkte sie in der Folge April 1945 – Das Plakat mit. Sie hatte 1994 eine Nebenrolle in einer Episode der Fernsehserie SOKO München (damals noch SOKO 5113). 2001 war sie im Polizeiruf 110 Fluch der guten Tat zu sehen. 2003 folgte eine Nebenrolle in dem Spielfilm Das fliegende Klassenzimmer. Zuletzt war sie in einer Episode der Fernsehserie Schulmädchen zu sehen.
Sie wirkte außerdem in Bühnenstücken für verschiedene Theater mit.

## Filmografie
- 1982: Nacht der Wölfe
- 1988: Nachsaison
- 1990: Arbeitersaga (Fernsehserie; Folge: April 1945 – Das Plakat)
- 1994: SOKO München (Fernsehserie, Episode 11x14)
- 2001: Polizeiruf 110: Fluch der guten Tat
- 2003: Das fliegende Klassenzimmer
- 2005: Schulmädchen (Fernsehserie, Episode 2x01)